# Bataille de Schwaderloh

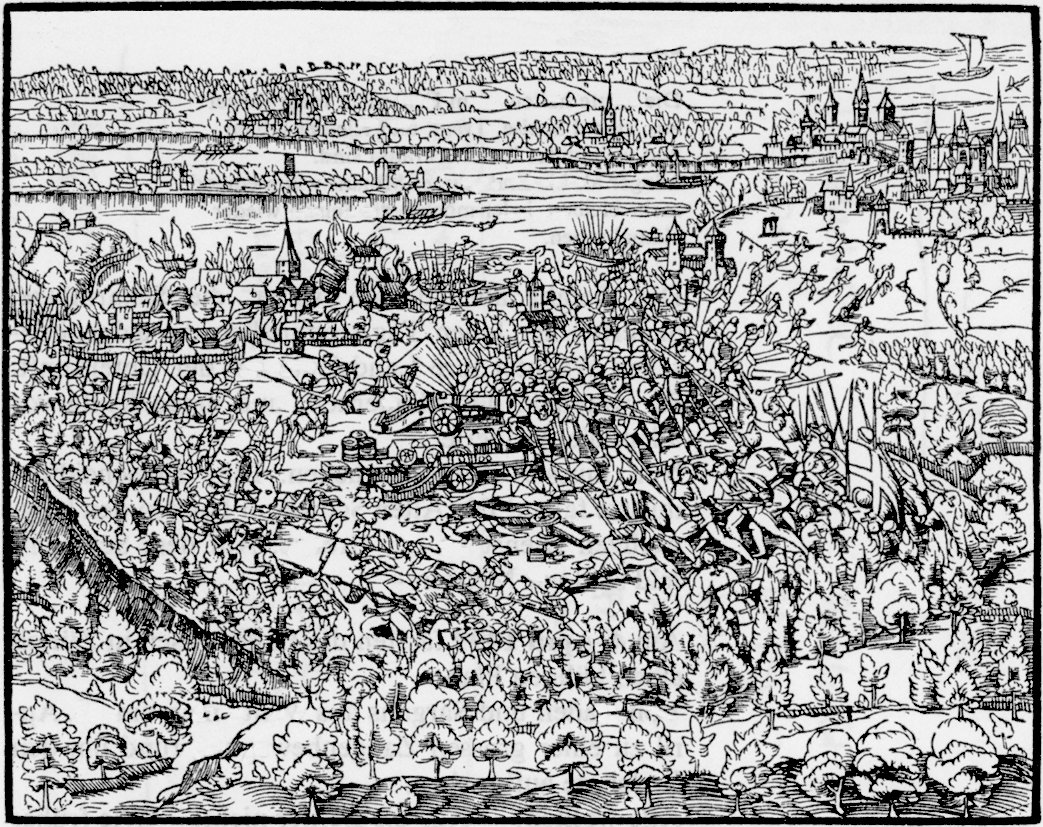
Bataille de Schwaderloh.

La bataille de Schwaderloh est un épisode de la guerre de Souabe entre les Confédérés suisses et la ligue de Souabe le 11 avril 1499. La bataille fut une nouvelle victoire des Suisses sur la ligue de Souabe.